# Maria Borawska
Maria Halina Borawska (ur. 8 lutego 1949 w Nidzicy) – polska naukowiec, bromatolog i farmakolog, profesor nauk farmaceutycznych.

## Życiorys
W 1973 ukończyła farmację na Akademii Medycznej w Gdańsku. Po studiach rozpoczęła pracę na Akademii Medycznej w Białymstoku. W 1978 na Akademii Medycznej im. prof. Feliksa Skubiszewskiego w Lublinie uzyskała stopień naukowy doktora nauk farmaceutycznych. W  1990 na podstawie osiągnięć naukowych i złożonej rozprawy "Wpływ angiotensyny II i jej fragmentów na upośledzone procesy uczenia się i pamięci u szczurów w wieku długotrwałego podawania etanolu" otrzymała stopień naukowy doktora habilitowanego nauk farmaceutycznych. W 1990 została kierownikiem Samodzielnej Pracowni Bromatologii AMB. W 2001 uzyskała tytuł naukowy profesora nauk farmaceutycznych.
W latach 1998–2004 prezes białostockiego oddziału Polskiego Towarzystwa Farmaceutycznego. Przewodnicząca Komisji Rewizyjnej oddziału białostockiego Polskiego Towarzystwa Farmakologicznego. Członek zarządu głównego i przewodnicząca oddziału białostockiego Polskiego Towarzystwa Nauk Żywieniowych. Zastępca przewodniczącego Komitetu Nauki o Żywieniu Człowieka Polskiej Akademii Nauk. Członek Zespołu Analityki Żywności Komitetu Chemii Analitycznej Polskiej Akademii Nauk. Ekspert Zespołu ds. Suplementów Diety przy Głównym Inspektorze Sanitarnym. Do 2019 kierownik Zakładu Bromatologii UMB.

## Wyróżnienia
- Złoty Krzyż Zasługi (2000)[10]
- Medal „Serce Ziemi” (2023)[11]